# Babson College
Babson College es una institución de educación superior privada de Estados Unidos, ubicada en Wellesley, Massachusetts, cerca de Boston.
Fundada en 1919, imparte programas tanto de pregrado como de posgrado como escuela de negocios. Ofrece un Bachelor of Science en administración de empresas y maestrías en administración de negocios, contabilidad, administración, y finanzas. 
Babson College es una de las escuelas de emprendimiento mejor clasificadas en el mundo, habiendo recibido una serie de acreditaciones tanto para sus programas de pregrado como de posgrado. La escuela de pregrado de Babson ha tenido el primer lugar en emprendimiento por 16 años (todos los años en que este ranking ha existido). Así mismo, la Maestría en Administración de Negocios de Babson ha recibido el primer lugar en emprendimiento por 19 años consecutivos por el U.S. News & World Report.